# Neoephemera maxima
Neoephemera maxima is een haft uit de familie Neoephemeridae. De wetenschappelijke naam van de soort is voor het eerst geldig gepubliceerd in 1871 door Joly.
De soort komt voor in het Palearctisch gebied.